# Thor des Chaines
Thor des Chaines (né en 1985, mort en février 2004) est un cheval hongre bai inscrit au stud-book du Selle français. Monté en saut d'obstacles par Thierry Pomel, il décroche une médaille d'argent en individuel et par équipe aux jeux équestres mondiaux de 1998. 

## Histoire
Thor des Chaines provient de l'élevage des Chaînes de Mme Christine Gries, à Thoste, en Bourgogne. Il est repéré à l'âge de deux ans, dans son pré, par Thierry Pomel, cavalier de saut d'obstacles, qui est séduit par son modèle. Ce dernier fait promettre à son éleveuse de ne pas le vendre. Deux ans plus tard, M. et Mme Roissard achètent Thor pour le confier à Thierry Pomel.
Il est considéré comme le troisième cheval de saut d'obstacles le plus performant au monde en 1998. C'est en effet l'année où, avec son cavalier Thierry Pomel, il est révélé au plus haut niveau, décrochant une double médaille d'argent aux jeux équestres mondiaux de 1998. Fatigué moralement après les Jeux olympiques de 2000 à Sydney, il se remet lentement, et reprend les concours en extérieur à la saison 2001.
Le 27 août 2002, pour sa mise à la retraite, le mécène de Thierry Pomel et propriétaire historique de Thor des Chaînes, Jacques Roissard, lui offre le cheval.
Il meurt à 19 ans, fin février 2004, peu après sa mise à la retraite. 

## Description
Thor des Chaines est de papiers AQPS. Il est de caractère inquiet, et n'aime pas la contrainte.

## Pedigree
Thor des Chaîne est un fils de If de Merzé, étalon appartenant à M. Martinot.

## Descendance et hommages
Thor des Chaines ayant été castré, il n'a aucune descendance. Cependant, un projet de clonage existait pour faire naître un étalon. Il n'a vraisemblablement pas été concrétisé.